# Rivière Bayonne
Rivière Bayonne är ett vattendrag i Kanada.   Det ligger i provinsen Québec, i den sydöstra delen av landet, 210 km öster om huvudstaden Ottawa.
Omgivningarna runt Rivière Bayonne är en mosaik av jordbruksmark och naturlig växtlighet. Runt Rivière Bayonne är det ganska tätbefolkat, med 179 invånare per kvadratkilometer.